# Subtenente Gonzaga
Luiz Gonzaga Ribeiro (Manhuaçu, 31 de maio de 1962) é um militar e político brasileiro, do estado de Minas Gerais.

## Biografia
Décimo filho dos lavradores Pedro José Ribeiro e Maria da Conceição Ribeiro, tem 14 irmãos.  Casou-se com Cláudia Pinto Santos, da união nasce, em 1998, seu primeiro filho, Luiz Eduardo Santos Ribeiro. Em 2007 nasce a filha Beatriz Santos Ribeiro.
Em 1987 ingressou no curso de Comunicação Social no Centro Universitário Newton Paiva e concluiu o bacharelado em Relações Públicas no ano de 1990. De 1992 a 1994 foi diretor da Associação Brasileira de Relações Públicas.
No início de 1982, Gonzaga ingressou na Polícia Militar e passa a servir no então Batalhão Florestal. Na ocasião, fez sua escola de recruta no BPChoque. Terminado o curso, foi trabalhar na cidade de Caratinga. 
Em 1984 fez o Curso de Formação de Cabos no 6º BPM em Governador Valadares e posteriormente foi servir em Itabira, naquele momento, no 14º BPM.
Em 1985, Luiz Gonzaga matriculou-se no Curso de Formação de Sargentos, onde foi classificado no Batalhão de Trânsito.
Em 1990 foi transferido para a Ajudância Geral; em 1992, para a antiga Diretoria de Promoção Social para trabalhar no clube dos Subtenentes e Sargentos, onde assumiu a função de Diretor Financeiro.
Começou sua vida de dirigente classista em 1989.  Diretor da Associação dos Praças Policiais e Bombeiros Militares de Minas Gerais (Aspra) por 20 anos e 4 vezes presidente.

## Carreira política
Em 2010 candidatou-se a deputado federal, recebeu 58 984 votos e não foi eleito. Em maio de 2014 tomou posse como deputado federal (primeiro suplente); eleito Deputado federal pelo PDT/MG, em 2014, com 93.997 votos; foi reeleito em 2018, tendo sido deputado federal por 2 mandatos. Contudo, não foi reeleito em 2022.
Votou a favor do Impeachment de Dilma Rousseff.  Posteriormente, votou de forma contrária à PEC do Teto dos Gastos Públicos. Em abril de 2017 votou contra a Reforma Trabalhista.  Em agosto de 2017 votou a favor do processo em que se pedia abertura de investigação do então Presidente Michel Temer.
Elegeu-se deputado federal em 2018, para a 56.ª legislatura (2019-2022), pelo PDT.
Em seu segundo mandato, votou contra a autonomia do Banco Central e contra as privatizações da Eletrobrás e dos Correios. Votou a favor da Reforma da Previdência.
Votou a favor da PEC dos Precatórios e a favor da PEC do Voto Impresso. Votou contra a suspensão do mandato de Wilson Santiago, acusado de corrupção.